# Теварам
Теварам (там. வாரம்; тева — «Бог», арам — «гірлянда»)  — збірник священних гімнів тамільської шиваїстської поезії бгакті. Є першими сімома розділами більшого твору — «Тірумурая». Теварам складається з гімнів трьох найвидатніших тамільських святих-поетів наянарів: Самбандара, Аппара і Сундарара. Вважається, що перші два з них жили в VII, а третій — у VIII столітті. У період правління Паллавів, наянари активно подорожували по території Таміл-Наду, проповідуючи й граючи гімни в дусі шиваїстського бгакті . 
У X столітті й у період правління Раджараджі Чоли I, Намбіяндар Намбу знайшов манускрипти гімнів наянарів разом з іншими релігійними літературними творами у храмі Шиви в Чидамбарам. З тих пір гімни Теварам повсюдно декламуються і оспівуються в храмових ритуалах 